# Liste der portugiesischen Botschafter in Osttimor

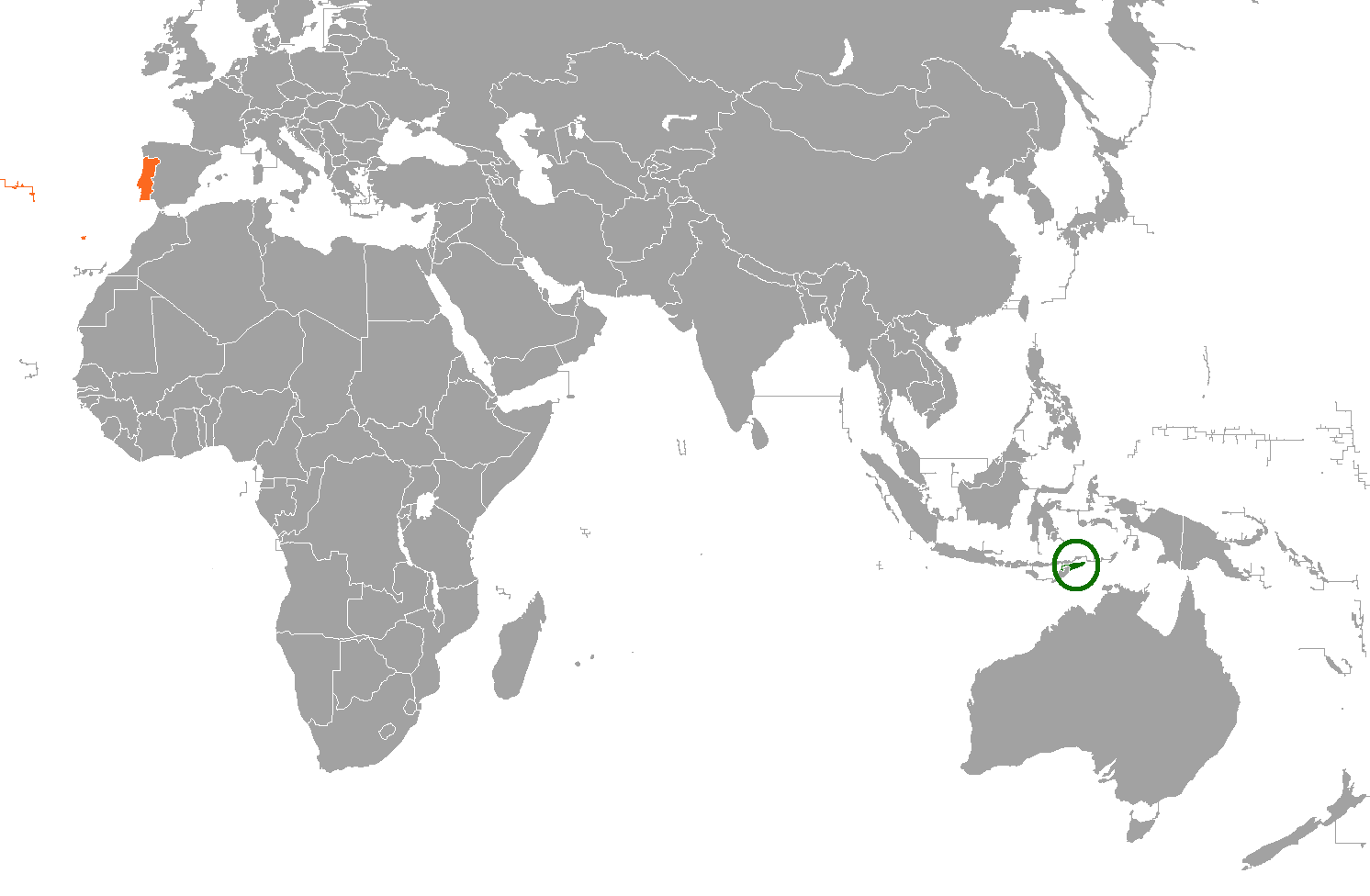
Osttimor (grün) und Portugal (orange)

Die Liste der portugiesischen Botschafter in Osttimor listet die Botschafter der Republik Portugal in Osttimor auf.

## Hintergrund

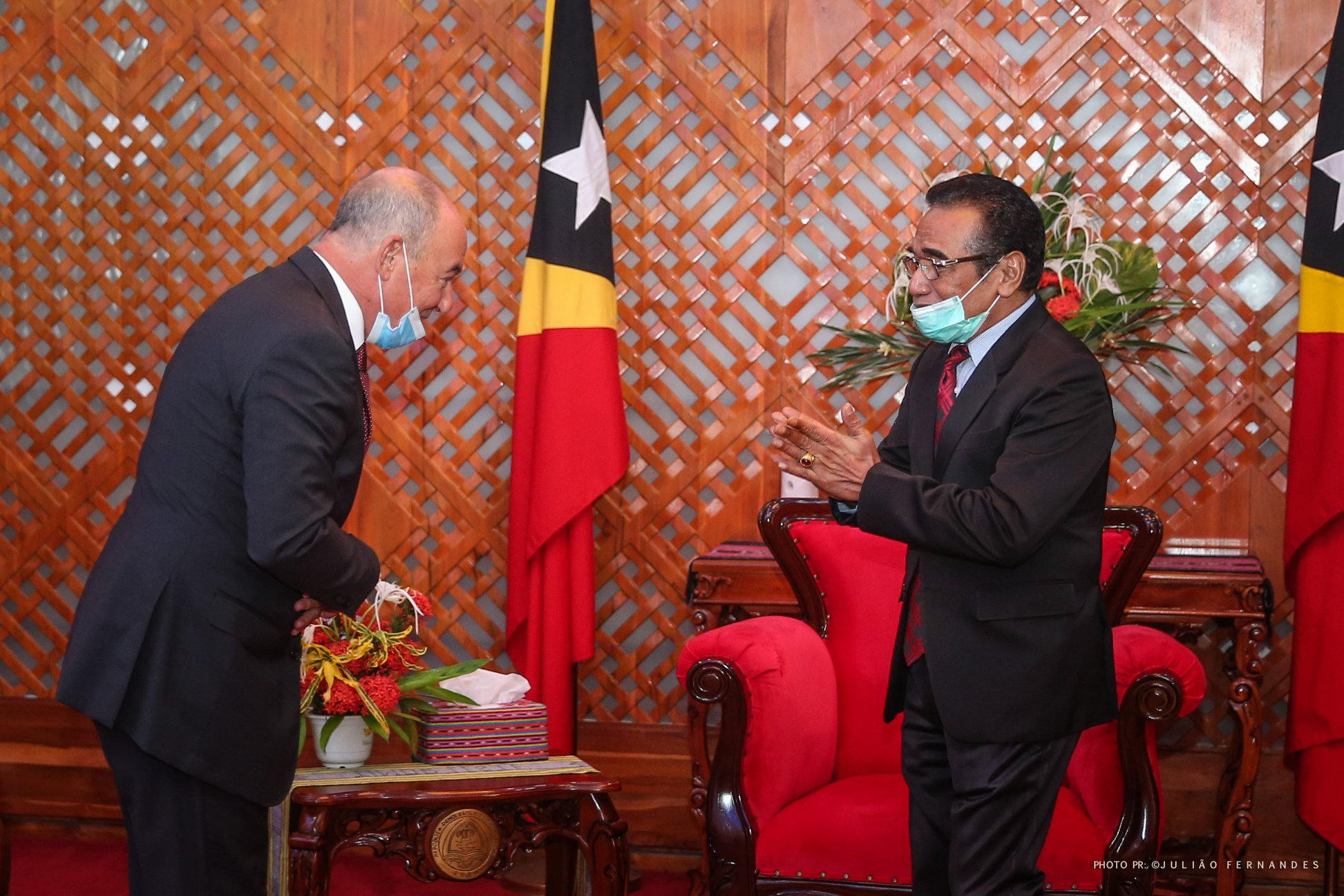
Botschafter José Pedro Machado Vieira bei Staatspräsident Francisco Guterres (2020)

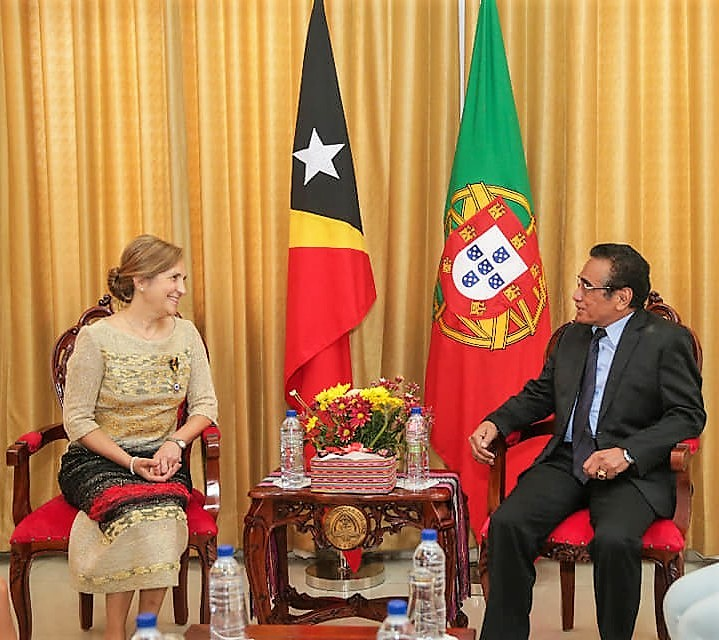
Botschafterin Manuela Bairos und Staatspräsident Guterres (2022)

Osttimor war von 1515 bis 1975 portugiesische Kolonie. Danach von Indonesien annektiert, erlangte das Land nach einer UN-Übergangsverwaltung seit 1999 seine volle Unabhängigkeit im Jahr 2002.
Bereits am 4. Juni 2000 öffnete die portugiesische Vertretung in der Hauptstadt Dili, erster Missionschef wurde am 5. Juni Pedro Moutinho de Almeida.
Die Botschaft Portugals in Dili residiert seit 2017 in der Avenida Marginal. Davor befand sie sich im früheren ACAIT-Gebäude (Edifício ACAIT) in der Rua 30 de Agosto, Hausnummer 2.

## Missionschefs
| Name                                    | Bild     | Amtszeit  | Anmerkungen |
| Osttimor                                | Osttimor | Osttimor  | Osttimor |
| --------------------------------------- | -------- | --------- | --- |
| Pedro Luìs Baptista Moitinho de Almeida |          | 2000–2002 | Ernennung: 5. Juni 2000, Ende der Amtszeit: 2. Juni 2002. Repräsentant Portugals in Dili.                                                   |
| Rui Quartin Santos                      |          | 2002–2004 | Ernennung: 21. Mai 2002, Ende der Amtszeit: 30. Juni 2004. erster Botschafter Portugals in Osttimor; Botschaft wurde am 4. Juni eingeweiht. |
| João Nugent Ramos Pinto                 |          | 2004–2009 | Ernennung: 13. Oktober 2004, Ende der Amtszeit: 12. Januar 2009                                                                             |
| Luís Manuel Barreira de Sousa           |          | 2009–2013 | Ernennung: 13. November 2009, Ende der Amtszeit: 5. April 2013                                                                              |
| Manuel António Gonçalves de Jesus       |          | 2013–2017 | Akkreditierung: 23. April 2013, Ende der Amtszeit: 2017.                                                                                    |
| José Pedro Machado Vieira               |          | 2017–2021 | Ernennung: 22. August 2017 Akkreditierung: 19. Januar 2018                                                                                  |
| Maria Manuela Freitas Bairos            |          | seit 2022 | Ernennung: 16. Dezember 2021 Akkreditierung: 25. März 2022                                                                                  |